# 西那珂郡
西那珂郡（にしなかぐん）は、近世の常陸国（現在の茨城県）に存在した郡。近世以前の中郡（ちゅうぐん/なかぐん）にあたる。

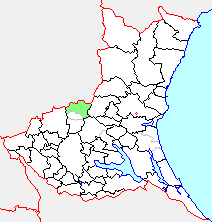
旧岩瀬町の範囲

岩瀬盆地内の旧・西茨城郡岩瀬町全域にほぼ相当し、大和村青木・高森（以上は現・桜川市）、協和町蓬田（現・筑西市）を含む。

## 成立過程
7世紀末から8世紀初頭に成立した常陸国の郡や郷は、律令制の動揺とともに在地の豪族など諸勢力による細分化、再編成が進んだ。
のちの西那珂郡にあたる領域を含んでいた新治郡（古代の新治郡）も、初めに小栗御厨が伊勢神宮領として分出し、残った領域が更に分割されて東郡、中郡、西郡の三郡に分かれた。この中郡の名は、その後の荘園化や荘園の衰退を経ても使われ続けた。
文禄年間の太閤検地にて、中郡の領域に西那珂郡が設置された。元々同じ常陸国内の那珂郡（なかぐん）と読みが被るため、那珂郡よりも西に位置することから西中郡（にしなかぐん）と呼ばれていたという。
ただし新治郡分割の際に中郡が那珂郡に飛び地編入されたため西那珂とされたとする資料もある。

## 消滅
1702年（元禄15年）の検地にて西那珂郡は茨城郡へ吸収され消滅した。以降、那珂の名はしばらく使われなかったが、1889年の町村制施行時に西茨城郡東那珂村・西那珂村・北那珂村として再び用いられた。3村は昭和の大合併期に岩瀬町となった。